# کارناپرایاگ
کارناپرایاگ (به انگلیسی: Karnaprayag) یک منطقهٔ مسکونی در هند است که در بخش چمولی واقع شده‌است. کارناپرایاگ ۶٬۹۷۶ نفر جمعیت دارد و ۸۶۰ متر بالاتر از سطح دریا واقع شده‌است.